# Concerto pour violon no 2 de Bruch
Pour les articles homonymes, voir Concerto pour violon no 2.
Le concerto pour violon nº 2 en ré mineur op. 44 est une œuvre composée par Max Bruch vers 1878. Il est dédié au grand violoniste espagnol, Pablo de Sarasate.
Il a été créé à Londres par Sarasate, sous la direction de Bruch, en novembre 1878. Le concerto a trois mouvements:
1. Adagio non troppo
2. Recitativo: Allegro moderato (attacca)
3. Finale: Allegro molto

L'œuvre dure entre 28 et 30 minutes.